# Bernd Kaut
Bernd Kaut (* 1945 in Wernigerode) ist ein deutscher römisch-katholischer Geistlicher. Er war von 1985 bis 1995 Präsident des internationalen katholischen Missionswerks missio in Aachen.

## Leben
Bernd Kaut wuchs in Konstanz auf. Er studierte katholische Theologie und Philosophie an den Universitäten Freiburg und München und empfing 1972 in Freiburg die Priesterweihe. 
Kaut war zunächst als Kaplan im Schwarzwald und anschließend für fünf Jahre (1975–1979) an der St.-Pauls-Kirche in Homa Bay in Kenia tätig. 1979 trat er in den Dienst des Internationalen Katholischen Missionswerks missio Aachen und wurde 1982 dessen Generalsekretär und von 1985 bis 1995 dessen Präsident. Danach leitete er als Prälat acht Jahre lang die Seelsorge für die deutschsprachigen Gemeinden in Washington, D.C., und New York City. 2005 wurde er Vertreter der südwestdeutschen Diözesen bei der Landesregierung und dem Parlament von Baden-Württemberg in Stuttgart und Leiter des dortigen Katholischen Büros. Kaut ist Mitglied im Rundfunkrat des SWR, er hat mehrere Buch- und Zeitschriftenartikel veröffentlicht.
Seit 2013 ist Kaut im Ruhestand und lebt in Freiburg im Breisgau. Er engagiert sich als Vorsitzender der Hospizgruppe Freiburg e. V.
Einer breiteren Öffentlichkeit wurde Kaut durch diverse TV-Auftritte bekannt, u. a. bei Johannes B. Kerner im ZDF im Zusammenhang mit seinem Engagement für den wegen Doppelmordes bis 2019 in den USA inhaftierten Jens Söring.

## Ehrungen und Auszeichnungen
- Ernennung zum Monsignore
- Ehrendoktorwürde (Dr. phil. h.c.)[4]
- Verdienstkreuz am Bande des Verdienstordens der Bundesrepublik Deutschland (1997)[5]
- Ehrendomherr an der Metropolitankirche in Freiburg (2008)[6]
- Staufermedaille in Gold (2013)[7]

## Veröffentlichungen
- Spuren unter dem Lebensbaum. Badenia-Verlag, Karlsruhe/Missio-Aktuell-Verlag, Aachen 1989, ISBN 3-7617-0276-0; ISBN 3-921626-87-0.
- Mission heute. Abteilung Öffentlichkeitsarbeit, Bischöfliches Ordinariat, Mainz 1992 (Aktuelle Information / Katholische Kirche 62).